# ISO 3166-2:MV
ISO 3166-2:MV è uno standard ISO che definisce i codici geografici delle suddivisioni delle Maldive; è un sottogruppo dello standard ISO 3166-2.
I codici sono assegnati alla capitale Malé e a 18 dei 20 atolli amministrativi del paese, più l'atollo Alif, separatosi negli atolli Alif Alif e Alif Dhaalu; sono formati da MV- (sigla ISO 3166-1 alpha-2 dello Stato), seguito da due cifre (per gli atolli) o da tre lettere (per Malé).

## Codici
| Codice | Atollo                     |
| ------ | -------------------------- |
| MV-MLE | Malé                       |
| MV-01  | Addu                       |
| MV-02  | Alif Alif                  |
| MV-00  | Alif Dhaal                 |
| MV-20  | Baa                        |
| MV-17  | Dhaalu                     |
| MV-14  | Faafu                      |
| MV-27  | Gaafu Alif                 |
| MV-28  | Gaafu Dhaalu               |
| MV-29  | Gnaviyani                  |
| MV-26  | Kaafu                      |
| MV-05  | Laamu                      |
| MV-03  | Lhaviyani                  |
| MV-12  | Meemu                      |
| MV-25  | Noonu                      |
| MV-13  | Raa                        |
| MV-24  | Shaviyani                  |
| MV-08  | Thaa                       |
| MV-23  | Thiladhunmathi Dhekunuburi |
| MV-07  | Thiladhunmathi Uthuruburi  |
| MV-04  | Vaavu                      |